# Christina Ricci
Christina Ricci (Santa Monica, 12 febbraio 1980) è un'attrice statunitense.
È principalmente nota per aver interpretato Mercoledì Addams nei film La Famiglia Addams (1991) e La famiglia Addams 2 (1993), entrambi diretti da Barry Sonnenfeld, conferendo al personaggio un'interpretazione iconica e guadagnandosi con essa un Fangoria Chainsaw Awards nel 1991. Ha poi impersonato Kat Harvey in Casper (1995) e Roberta Martin in Amiche per sempre (1995), affermandosi come "icona per adolescenti". È ritornata a interpretare un personaggio connesso alla famiglia Addams nel 2022, impersonando Marilyn Thornhill nella serie di Netflix Mercoledì (Wednesday).
Nel corso della sua carriera ha ottenuto vari riconoscimenti tra cui un National Board of Review, un Satellite Award, oltre a due candidature al Golden Globe, una allo Screen Actors Guild Award e due al Premio Emmy.

## Biografia

### Primi anni
Nata a Santa Monica, in California, è la più giovane dei quattro figli di Sarah Murdoch e Ralph Ricci. Sua madre ha lavorato come modella della Ford Agency negli anni 1960 e in seguito è diventata un'agente immobiliare. Suo padre ha avuto una carriera variegata, lavorando come insegnante di ginnastica, avvocato e terapista dell'urlo primordiale. Riguardo al suo cognome, l'attrice ha dichiarato di avere origini italiane, irlandesi e scozzesi. I suoi fratelli sono Rafael (1971), Dante (1974) e Pia (1976). I suoi genitori divorziarono quando era adolescente. Ha parlato spesso della sua infanzia nelle interviste, in particolare del divorzio dei suoi genitori e del rapporto turbolento con il padre.
La famiglia dell'attrice si trasferì a Montclair, nel New Jersey, dove Christina è cresciuta frequentando la Edgemont Elementary School, la Glenfield Middle School, la Montclair High School e la Morristown–Beard School. Ha in seguito frequentato la Professional Children's School di New York.

### Gli inizi (1990–1996)
All'età di otto anni, viene scoperta da un critico teatrale mentre recita in una produzione scolastica de I dodici giorni di Natale. Originariamente un'altra bambina era stata scelta per la parte, ma l'attrice escogitò un piano per assicurarsi il ruolo: provocò così tanto la sua rivale che quest'ultima la prese a pugni, perdendo la parte. Ha ricordato: "Sono sempre stata una persona davvero ambiziosa". Poco dopo, appare in un paio di spot pubblicitari parodia del Saturday Night Live.
Nel 1990 esordisce sul grande schermo nel film Sirene, al fianco di Cher. L'anno seguente veste i panni di Mercoledì Addams nella pellicola La famiglia Addams, riprendendo in seguito il ruolo nel sequel del 1993 La Famiglia Addams 2. Entrambi i film si rivelarono un ottimo successo commerciale e la critica apprezzò particolarmente l'interpretazione dell'attrice.
Nel 1995 arriva il suo primo ruolo da protagonista nel film Casper. Il film ricevette recensioni contrastanti, ma si confermò come l'ottavo maggior incasso dell'anno. Lo stesso anno prende parte al film d'avventura Un'amicizia pericolosa e al film drammatico Amiche per sempre. Quest'ultimo viene spesso definito come la "versione femminile" di Stand by Me - Ricordo di un'estate. Nel 1996 ha un ruolo secondario in Bastard Out of Carolina.

### L'acclamazione (1997–2004)
Nel 1997 è presente nel remake Disney Operazione Gatto, rivelatosi un discreto successo al botteghino. Lo stesso anno prende parte alla pellicola Tempesta di Ghiaccio, diretta da Ang Lee. Il suo ruolo era stato originariamente assegnato alla collega Natalie Portman, che si ritirò quando i suoi genitori considerarono la parte troppo provocatoria. Nella sua recensione per Rolling Stone, il critico Peter Travers ha scritto: "I giovani membri del cast rendono orgogliosi i loro personaggi, in particolare Christina Ricci. La sua interpretazione è meravigliosamente divertente e toccante, è il coronamento del film".
L'anno seguente ha un piccolo ruolo nella pellicola di Terry Gilliam Paura e delirio a Las Vegas che ha segnato la sua prima collaborazione con l'attore Johnny Depp. Nello stesso anno ha anche avuto ruoli da protagonista in tre film indipendenti: Buffalo '66, Pecker e la commedia drammatica The Opposite of Sex - L'esatto contrario del sesso. Per quest'ultimo film, ottiene il plauso della critica ed è candidata per un Golden Globe come migliore attrice in un film commedia o musicale. Todd McCarthy di Variety l'ha descritta come "mortalmente divertente" e ha elogiato il suo dialogo come "una potenziale Bette Davis".
Nel 1999 collabora per la seconda volta con Johnny Depp in Il mistero di Sleepy Hollow, diretto da Tim Burton. Il film è stato un successo di critica e pubblico e l'attrice ha ricevuto un Saturn Award per la sua interpretazione di Katrina Van Tassel. Il 4 dicembre 1999, l'attrice è apparsa come ospite al Saturday Night Live, dove ha eseguito parodie di Britney Spears e delle gemelle Olsen. Durante una delle scene, ha accidentalmente preso a pugni in faccia l'attrice Ana Gasteyer. Durante questo periodo appare in alcune produzioni cinematografiche tra cui 200 Cigarettes (1999), La mossa del diavolo (2000) e The Man Who Cried - L'uomo che pianse (2000) in cui collabora per la terza volta con Depp. Nel 2001 recita nel film Prozac Nation, che la vede anche nelle vesti di produttrice. La pellicola ha ricevuto recensioni contrastanti, ma i critici hanno convenuto che Ricci fosse il momento clou, con Ed Gonzalez di Slant Magazine che l'ha descritta come "splendida".
Nel 2002 è presente in The Laramie Project, un dramma basato sull'omicidio di Matthew Shepard. Nello stesso anno, ha recitato con Kyle MacLachlan nella commedia thriller Tripla identità e ha recitato nella quinta e ultima stagione di Ally McBeal, interpretando l'avvocato Liza Bump in sette episodi. Ha inoltre prodotto e recitato in Pumpkin.
Nel 2003 recita al fianco di Charlize Theron nel film biografico Monster. Il personaggio dell'attrice, Selby Wall, era una versione romanzata di Tyria Moore, la partner nella vita reale della serial killer Aileen Wuornos. Parlando della sua decisione di prendere la parte, l'attrice ha dichiarato che ha rappresentato una sfida in quanto "va completamente contro chi sono come persona" e ha descritto l'esperienza delle riprese come "oscura e deprimente". Il film è stato diretto da Patty Jenkins e ha ricevuto recensioni entusiastiche al momento della sua uscita, con la maggior parte dei critici che ha focalizzato la propria attenzione verso la performance della collega Charlize Theron, che si è aggiudicata un Premio Oscar. Nel suo discorso di accettazione del prestigioso premio, ha ringraziato e definito la performance della Ricci come un "eroe sconosciuto".

### Progetti cinematografici, teatrali e televisivi (2005–2010)

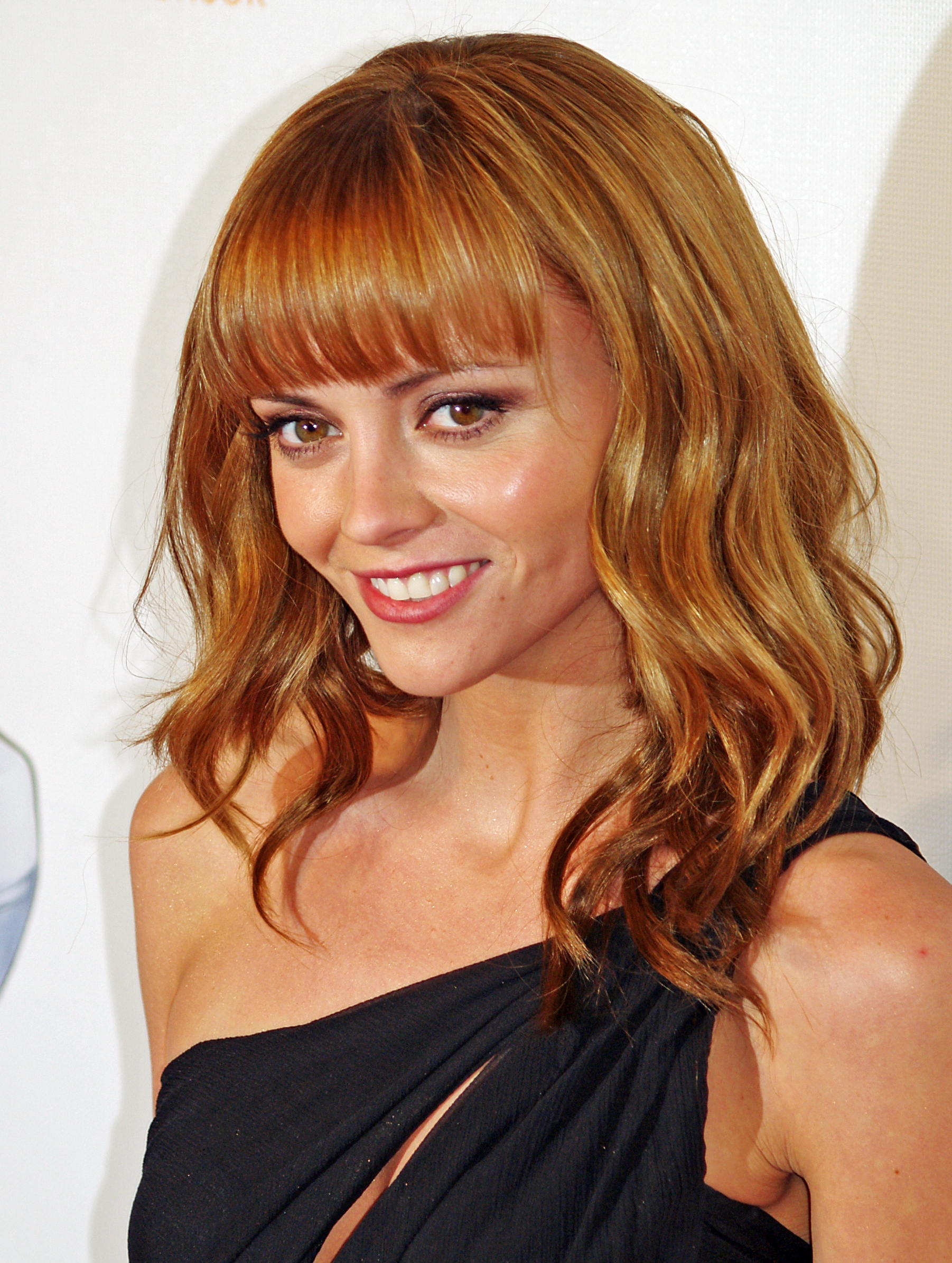
Christina Ricci al Tribeca Film Festival per la prima di Speed Racer (2008)

Nel 2005 ha recitato nel film horror di Wes Craven Cursed - maleficio. L'anno seguente appare in due episodi nella serie televisiva Grey's Anatomy, per il quale ottiene una candidatura al Premio Emmy nella categoria miglior attrice ospite in una serie drammatica. Successivamente interpreta la ninfomane Rae nel film drammatico Black Snake Moan, al fianco di Samuel L. Jackson. La sua performance è stata particolarmente ben accolta e per far sembrare il suo personaggio "malsano" ha dovuto perdere diversi chili. Il film è stato considerato controverso a causa dei suoi temi oscuri e di sfruttamento, ma i critici hanno ritenuto che l'attrice fosse impressionante. Ha in seguito collaborato nuovamente con Jackson nel film Home of the Brave - Eroi senza gloria. Nel 2008 ha interpretato la fidanzata del protagonista in Speed Racer. È anche apparsa in un segmento del film antologico New York, I Love You, con Orlando Bloom.
Nel 2009 Ricci ha recitato in tre episodi di Saving Grace. Sempre lo stesso anno appare al fianco di Liam Neeson nel thriller psicologico After.Life ed esordisce a Broadway nel ruolo di Mandy nella commedia di Donald Margulies Time Stands Still, al fianco di Laura Linney. La sua prima esibizione pubblica è stata il 23 settembre 2010 al Cort Theatre. Il New York Times ha descritto la performance dell'attrice come "fiduciosa" e "attraente".

### L'affermazione in televisione (2011–presente)
Nel 2011 interpreta una cameriera di buon cuore in Bucky Larson: Born to Be a Star, una commedia scritta da Adam Sandler. Dal 2011 al 2012, Ricci è apparsa nella serie drammatica Pan Am, ambientata negli anni 1960 e basata sull'iconica compagnia aerea con lo stesso nome. Nell'aprile dello stesso è tornata sul palco, interpretando Hermia in un revival a Broadway di Sogno di una notte di mezza estate di Shakespeare. Ha inoltre recitato al fianco di Robert Pattinson e Uma Thurman nel film in costume Bel Ami - Storia di un seduttore. Nel 2013 è stata la protagonista del film Around The Block. Successivamente ha doppiato Pestifera nel film d'animazione I Puffi 2.
Nel 2014 è protagonista de Il caso di Lizzie Borden, un film sulla vita di Lizzie Borden, che venne processata e assolta dagli omicidi di suo padre e della matrigna nel 1892, riprendendo successivamente il ruolo nella serie televisiva del 2015 The Lizzie Borden Chronicles, con il quale ottiene una candidatura ai Screen Actors Guild Award come migliore attrice in una miniserie o film per la televisione. Nel 2016 recita nel dramma indipendente Mothers and Daughters. L'anno seguente è protagonista della miniserie Z - L'inizio di tutto, una versione romanzata della vita di Zelda Fitzgerald.
Nel 2021 prende parte alla serie drammatica Yellowjackets, nel ruolo di Misty. Sia la serie sia la performance dell'attrice sono state lodate dalla critica. Grazie a questo ruolo ottiene la sua seconda candidatura al Premio Emmy come miglior attrice non protagonista in una serie drammatica.
Nel 2022 torna a lavorare con Tim Burton nella serie Netflix Mercoledì. Nel 2024 presta la voce al personaggio di Selina Kyle / Catwoman nella serie televisiva animata Batman: Caped Crusader, pubblicata dal servizio di streaming on demand Prime Video.

## Vita privata
Ha sofferto d'ansia e d'anoressia.
Ha otto tatuaggi sul corpo: un leone sulla scapola destra (un riferimento a Il leone, la strega e l'armadio, un suo romanzo preferito da bambina); una figura di Edward Gorey all'interno del suo polso destro; un paio di mani in preghiera sul fianco sinistro (questo tatuaggio era originariamente un pipistrello); il nome "Jack" sulla coscia destra per un animale domestico deceduto; un passero sul seno destro; e una sirena alla caviglia sinistra. Aveva anche le parole "Muoviti o sanguina" sul lato sinistro della gabbia toracica, oltre a un mazzo di cicerchia odorosa nella parte bassa della schiena.
Dal 2008 al 2009 ha frequentato il comico e attore Owen Benjamin conosciuto sul set del film All's Faire in Love. Nel febbraio 2013 ha annunciato il suo fidanzamento con James Heerdegen, che ha incontrato mentre lavorava alla serie Pan Am nel 2012. I due si sono sposati il 26 ottobre 2013 a Manhattan. Hanno un figlio, nato nell'agosto 2014. Il 2 luglio 2020 l'attrice ha chiesto il divorzio dopo quasi sette anni di matrimonio. Nella sua domanda di divorzio, l'attrice ha affermato di essere stata sottoposta a "gravi abusi fisici ed emotivi" da parte di Heerdegen e che "molti di questi atti di abuso" sono avvenuti davanti al figlio. Il 25 giugno 2020 il dipartimento di polizia di Los Angeles aveva risposto a una chiamata proveniente dall'abitazione dei due coniugi, in California. Heerdegen non è stato arrestato, ma l'attrice ha ottenuto un ordine cautelare d'urgenza contro il marito il giorno prima che chiedesse il divorzio. L'ordine vietava qualsiasi contatto tra la coppia. Nell'aprile 2021, l'attrice ha ottenuto la piena custodia del figlio, mentre il marito avrà i diritti di visita.
Nell'agosto 2021, l'attrice e il suo compagno Mark Hampton hanno annunciato di aspettare un figlio. Due mesi dopo, il 9 ottobre, l'attrice ha annunciato il suo matrimonio con Hampton. Hanno accolto insieme la loro prima figlia, Cleopatra, nel dicembre 2021.

## Filmografia

### Attrice

#### Cinema
- Sirene (Mermaids), regia di Richard Benjamin (1990)
- Insieme per forza (The Hard Way), regia di John Badham (1991)
- La famiglia Addams (The Addams Family), regia di Barry Sonnenfeld (1991)
- Il club delle vedove (The Cemetery Club), regia di Bill Duke (1993)
- La famiglia Addams 2 (Addams Family Values), regia di Barry Sonnenfeld (1993)
- Casper, regia di Brad Silberling (1995)
- Amiche per sempre (Now and Then), regia di Lesli Linka Glatter (1995)
- Un'amicizia pericolosa (Gold Diggers: The Secret of Bear Mountain), regia di Kevin James Dobson (1995)
- Bastard Out of Carolina, regia di Anjelica Huston (1996)
- L'ultimo dei grandi re (The Last of the High Kings), regia di David Keating (1996)
- Little Red Riding Hood, regia di David Kaplan - cortometraggio (1997)
- Operazione Gatto (That Darn Cat), regia di Bob Spiers (1997)
- Tempesta di ghiaccio (The Ice Storm), regia di Ang Lee (1997)
- Buffalo '66, regia di Vincent Gallo (1998)
- The Opposite of Sex - L'esatto contrario del sesso (The Opposite of Sex), regia di Don Roos (1998)
- Paura e delirio a Las Vegas (Fear and Loathing in Las Vegas), regia di Terry Gilliam (1998)
- Pecker, regia di John Waters (1998)
- I Woke Up Early the Day I Died, regia di Aris Iliopulos (1998)
- Desert Blue, regia di Morgan J. Freeman (1998)
- 200 Cigarettes, regia di Risa Bramon Garcia (1999)
- No Vacancy, regia di Marius Balchunas (1999)
- Il mistero di Sleepy Hollow (Sleepy Hollow), regia di Tim Burton (1999)
- La mossa del diavolo (Bless the Child), regia di Chuck Russell (2000)
- The Man Who Cried - L'uomo che pianse (The Man Who Cried), regia di Sally Potter (2000)
- All Over the Guy, regia di Julie Davis (2001)
- Prozac Nation, regia di Erik Skjoldbjærg (2001)
- Pumpkin, regia di Anthony Abrams e Adam Larson Broder (2002)
- Tripla identità (Miranda), regia di Marc Munden (2002)
- The Gathering, regia di Brian Gilbert (2002)
- Anything Else, regia di Woody Allen (2003)
- I Love Your Work, regia di Adam Goldberg (2003)
- Monster, regia di Patty Jenkins (2003)
- Cursed - Il maleficio (Cursed), regia di Wes Craven (2005)
- Penelope, regia di Mark Palansky (2006)
- Black Snake Moan, regia di Craig Brewer (2006)
- Home of the Brave - Eroi senza gloria (Home of the Brave), regia di Irwin Winkler (2006)
- Speed Racer, regia di Andy e Lana Wachowski (2008)
- New York, I Love You, regia di Shunji Iwai (2009)
- All's Faire in Love, regia di Scott Marshall (2009)
- After.Life, regia di Agnieszka Wojtowicz-Vosloo (2009)
- California Romanza, regia di Eva Mendes - cortometraggio (2010)
- Bucky Larson: Born to Be a Star, regia di Tom Brady (2011)
- Bel Ami - Storia di un seduttore (Bel Ami), regia di Declan Donnellan e Nick Ormerod (2012)
- War Flowers, regia di Serge Rodnunsky (2012)
- Around the Block, regia di Sarah Spillane (2013)
- Mothers and Daughters, regia di Paul Duddridge e Nigel Levy (2016)
- Distorted, regia di Rob W. King (2018)
- Abracashoes, regia di Nicolangelo Gelormini - cortometraggio direct-to-video (2020)
- 10 cose da fare prima di lasciarsi (10 Things We Should Do Before We Break Up), regia di Galt Niederhoffer (2020)
- Here After - Anime gemelle (Faraway Eyes), regia di Harry Greenberger (2020)
- Il processo Percy (Percy), regia di Clark Johnson (2020)
- Matrix Resurrections (The Matrix Resurrections), regia di Lana Wachowski (2021)
- Monstrous, regia di Chris Sivertson (2022)

#### Televisione
- H.E.L.P. – serie TV, episodio 1x02 (1990)
- The Laramie Project, regia di Moisés Kaufman – film TV (2002)
- Malcolm (Malcolm in the Middle) – serie TV, episodio 3x11 (2002)
- Ally McBeal – serie TV, 7 episodi (2002)
- Joey – serie TV, episodio 1x19 (2005)
- Grey's Anatomy – serie TV, episodi 2x16-2x17 (2006)
- Saving Grace – serie TV, episodi 2x08-2x09-2x10 (2009)
- Pan Am – serie TV, 14 episodi (2011-2012)
- The Good Wife – serie TV, episodio 4x07 (2012)
- Il caso di Lizzie Borden (Lizzie Borden Took an Ax), regia di Nick Gomez – film TV (2014)
- The Lizzie Borden Chronicles – miniserie TV, 8 episodi (2015)
- Z - L'inizio di tutto (Z: The Beginning of Everything) – serie TV, 10 episodi (2015-2017)
- Escaping the Madhouse: The Nellie Bly Story, regia di Karen Moncrieff - film TV (2019)
- The Cold Open, regia di Joel Gallen - cortometraggio TV (2019)
- 50 States of Fright - serie TV, episodi 2x06-2x07-2x08 (2020)
- Yellowjackets – serie TV, 29 episodi (2021-2025)
- Mercoledì (Wednesday) – serie TV, 10 episodi (2022-2025)

#### Videoclip
- Cher The Shoop Shoop Song (It's in His Kiss), regia di Marty Callner (1990)
- MC Hammer Addams Groove, regia di Rupert Wainwright (1991)
- Tag Team Addams Family (Whoomp!), regia di V.J. Beedles (1993)
- Moby Natural Blues - Version 1, regia di David LaChapelle (2000)
- Delleile Ankrah Teach Me How to Dream, regia di Ross Anderson (2012)
- Doja Cat Demons, regia di Christian Breslauer e Doja Cat (2023)

### Doppiatrice

#### Cinema
- Small Soldiers, regia di Joe Dante (1998) - Gwendy
- Alfa & Omega (Alpha and Omega), regia di Anthony Bell e Ben Gluck (2010) - Lilly
- I Puffi 2 (The Smurfs 2), regia di Raja Gosnell (2013) - Vexy
- The Hero of Color City, regia di Frank Gladstone (2014) - Yellow
- Teen Titans: The Judas Contract, regia di Sam Liu - direct-to-video (2017) - Tara Markov/Terra

#### Televisione
- I Simpson (The Simpsons) – serie animata, episodio 7x25 (1996) - Erin
- Cinema Toast - serie TV, episodio 1x03 (2021)
- Rick and Morty - serie animata, episodio 5x04 (2021) - Kathy Ireland/Princess Ponietta
- Batman: Caped Crusader - serie animata, episodio 1x03 (2024) - Selina Kyle / Catwoman

#### Videogiochi
- The Legend of Spyro: L'alba del drago (The Legend of Spyro: Dawn of the Dragon, 2008) - Cynder

### Produttrice

#### Cinema
- Prozac Nation, regia di Erik Skjoldbjærg (2001)
- Pumpkin, regia di Anthony Abrams e Adam Larson Broder (2002)

#### Televisione
- The Lizzie Borden Chronicles – miniserie TV, 8 episodi (2015)
- Z - L'inizio di tutto (Z: The Beginning of Everything) – serie TV, 10 episodi (2015-2017)
- Terror in the Woods, regia di D.J. Viola - film TV (2018)

## Trasmissioni televisive
- Saturday Night Live - varietà (1993)

## Discografia

### Audiolibri
- 2003 - Cecily von Ziegesar - Gossip Girl

### Partecipazioni
- 2005 - Beck Guero, nel brano Hell Yes (come Kurisuti-na)

## Riconoscimenti
- Golden Globe
  - 1999 – Candidatura alla miglior attrice in un film commedia o musicale per The Opposite of Sex - L'esatto contrario del sesso
  - 2024 - Candidatura alla miglior attrice non protagonista in una serie per Yellowjackets[44]
- Critics' Choice Awards
  - 2024 - Candidatura alla miglior attrice non protagonista in una serie drammatica per Yellowjackets
- MTV Movie & TV Awards
  - 2004 – Candidatura al miglior bacio per Monster (condiviso con Charlize Theron)
- National Board of Review
  - 1999 – Miglior attrice non protagonista per The Opposite of Sex - L'esatto contrario del sesso, Buffalo '66 e Pecker
- Premio Emmy
  - 2006 – Candidatura alla miglior attrice ospite in una serie drammatica per Grey's Anatomy[19]
  - 2022 – Candidatura alla miglior attrice non protagonista in una serie drammatica per Yellowjackets[19]
- Satellite Award
  - 1999 – Miglior attrice in un film commedia o musicale per The Opposite of Sex - L'esatto contrario del sesso
- Screen Actors Guild Award[27]
  - 2016 – Candidatura alla migliore attrice in una miniserie o film per la televisione per The Lizzie Borden Chronicles
- Teen Choice Awards
  - 1999 – Candidatura alla miglior attrice per The Opposite of Sex - L'esatto contrario del sesso
  - 2000 – Candidatura alla miglior attrice per Il mistero di Sleepy Hollow
  - 2002 – Candidatura alla miglior attrice in un film commedia per Pumpkin
  - 2008 – Candidatura alla miglior attrice in un film d'azione/avventura per Speed Racer

## Doppiatrici italiane
Nelle versioni in italiano delle opere in cui ha recitato, Christina Ricci è stata doppiata da:
- Perla Liberatori in La famiglia Addams, La famiglia Addams 2, Un'amicizia pericolosa, Operazione Gatto, I Love Your Work - Il successo uccide, Joey, New York, I Love You, After.Life, The Lizzie Borden Chronicles, 10 cose da fare prima di lasciarsi, Matrix Resurrections
- Domitilla D'Amico in Cursed - Il maleficio, Penelope, Black Snake Moan, Saving Grace, Speed Racer, Pan Am, Bel Ami - Storia di un seduttore, Z - L'inizio di tutto, Distorted
- Valentina Mari in Il club delle vedove, Casper, Paura e delirio a Las Vegas, The Good Wife, Il processo Percy, Mercoledì
- Eleonora De Angelis in L'ultimo dei grandi re, The Opposite of Sex - L'esatto contrario del sesso, La mossa del diavolo, Bucky Larson: Born to Be a Star
- Ilaria Stagni in Il mistero di Sleepy Hollow, The Man Who Cried - L'uomo che pianse, Anything Else
- Federica De Bortoli in 200 Cigarettes, Home of the Brave - Eroi senza gloria
- Valeria De Flaviis in Sirene
- Monica Vulcano in Insieme per forza
- Monica Bertolotti in Amiche per sempre
- Myriam Catania in Tempesta di ghiaccio
- Emanuela Pacotto in Ally McBeal
- Giò Giò Rapattoni in Buffalo '66
- Barbara De Bortoli in Pecker
- Marisa Della Pasqua in Prozac Nation
- Rachele Paolelli in Tripla identità
- Connie Bismuto in Monster
- Giovanna Martinuzzi in Malcolm
- Francesca Rinaldi in Grey's Anatomy
- Anna Mazza ne Il caso di Lizzie Borden
- Alessia Amendola in Mothers and Daughters
- Chiara Francese in Here After - Anime gemelle
- Georgia Lepore in Yellowjackets

Da doppiatrice è sostituita da:
- Benedetta Ponticelli in The Legend of Spyro: L'Alba del Drago
- Chiara Gioncardi in Alpha and Omega
- Alessia Amendola in I Puffi 2
- Elena Perino in Batman: Caped Crusader